# Avalon-Chanel Weyzig
Avalon-Chanel Weyzig (Zwolle, 2 aprile 1990) è una modella olandese, eletta Miss Universo Paesi Bassi il 27 giugno 2009 e rappresentante dei Paesi Bassi a Miss Universo e Miss Mondo.

## Biografia
Nata a Zwolle da genitori di origini indonesiane, Weyzig ha un fratello maggiore ed una sorella minore. Parla fluentemente inglese e spagnolo, ed al momento dell'elezione era una studentessa di media internazionali ed intrattenimento presso Haarlem.
Come rappresentante ufficiale dei Paesi Bassi, la Weyzig ha partecipato a Miss Universo 2009 tenuto a Nassau nelle Bahamas il 23 agosto 2009. Quattro mesi dopo, ha preso parte a Miss Mondo 2009, svolto a Johannesburg il 12 dicembre 2009 In entrambi i concorsi la modella però non è riuscita a classificarsi nella rosa delle concorrenti finaliste.
Nel giugno 2010 Avalon-Chanel Weyzig ha inoltre rappresentato la propria nazione a Miss World Cup 2010, un concorso tenutosi in Germania per festeggiare i Mondiali di calcio Sudafrica 2010, in cui partecipavano trentadue concorrenti, ognuna in rappresentanza di una nazione partecipante ai mondiali. Alla fine la modella olandese si è classificata alla terza posizione.